# Időrelé
Az időrelé egy sajátosan felépített jelfogó, amely késleltetett kapcsolást és elengedést tesz lehetővé. Általában feszültségmentes állapotban programozhatóak. Lépcsőházak, gyárak, vezérlő áramkörökben napjainkban is használják, mert nagy előnye az félvezetős megoldásokkal szemben, hogy fizikai (galvanikus) leválasztást biztosít. Természetesen léteznek triac és tirisztor kimenetű időrelék is.

## Működése
Néhány másodperces késleltetésre fluxuscsökkenéses időreléket alkalmaznak.

Perc, vagy óra időtartamra félvezetős meghajtás használható.

Több óra, vagy nap időzítés esetén motoros időrelék használhatóak (rugós, vagy villanymotoros meghajtással).

## Alkalmazása
Ha az időrelét feszültség alá helyezve készenléti állapotba kerül. Az időrelé elindításához általában egy elektromos impulzusra van szükség. Az impulzus hatására az előre beállított funkció (esetleg program) szerint fog eljárni.
Az készülék fejlettségétől függően az alábbi funkciókat képes megvalósítani. Zárójelben az elterjedt jelölésük található.
- késleltetett kapcsolás (AI): nullától akár egy hét időtartamig, akár óránkénti, de jellemzően 5% pontossággal
- késleltetett bontás (BE): az alaphelyzetben zárt kapcsolót egy adott idő elteltével bontja csak
- késleltetett elengedés (DI): vagyis a bekapcsolást törlő relé az azonnal végrehajtott kapcsolást a beállított idő után visszaállítja eredeti helyzetbe
- impulzusadás (LI LE): a kapcsolást–bontást csak egy rövid időtartamra hajtja végre, akár késleltetéssel
- villogás (SW): az impulzus hatására egy megadott ütemben kapcsolgat egy megadott ideig
- csillag-delta indító relé (SD): nagy teljesítményű háromfázisú motorok indításához
- időkapcsoló: általában 24 óra időtartamban 10 perces időközönként beállítható hogy mikor zárja az érintkezőjét.

Típustól függően lehetséges hogy nem szükséges további segédfeszültség a funkció végrehajtásához. Az idővezérlés lehet mechanikus is, de a digitális megoldások itt is elterjedtek.
A vezérelt érintkezők funkciótól függően vannak megjelölve.(NC; NO, CO)
- Az NC jelentése Normally Close, vagyis az érintkezők alapállapotban zárva vannak. Amint a relé tekercse feszültség alá kerül, bontja az áramkört, a beállított idő leteltével visszabillen alapállapotba.
- Az NO jelentése Normally Open, vagyis az érintkezők alapállapotban nyitva vannak. Amint a relé tekercse feszültség alá kerül, zárja az áramkört, a beállított idő elteltével visszabillen alapállapotba.
- A CO jelentése: „Change-over”, vagyis érintkezői a beállított idő tartamára átváltanak az ellenkező állásba (a zárt érintkező nyit, a nyitott érintkező zár).